# Ekowioska

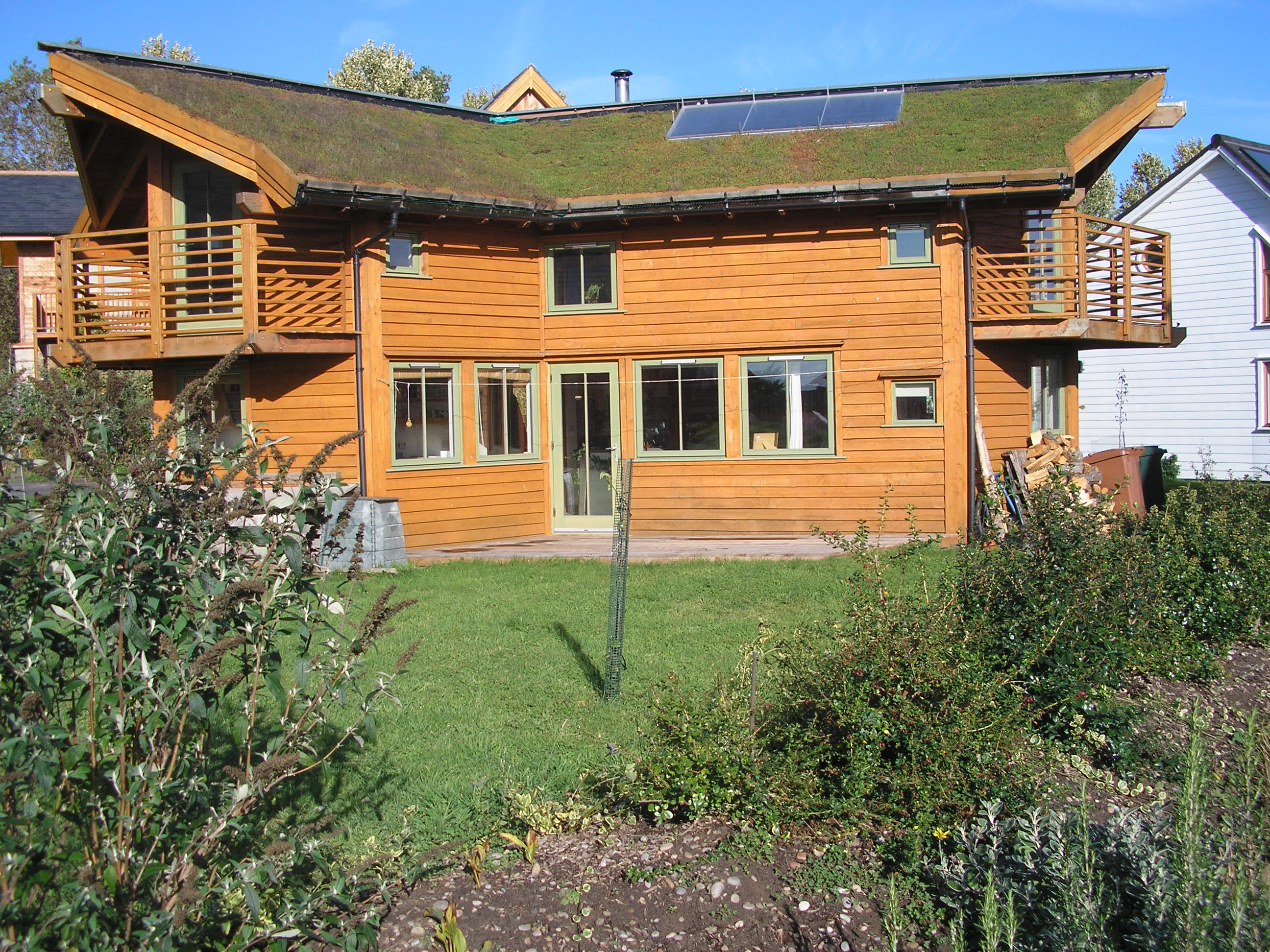
Ekologiczny dom w ekowiosce Findhorn w Szkocji z zielonym dachem i panelami solarnymi

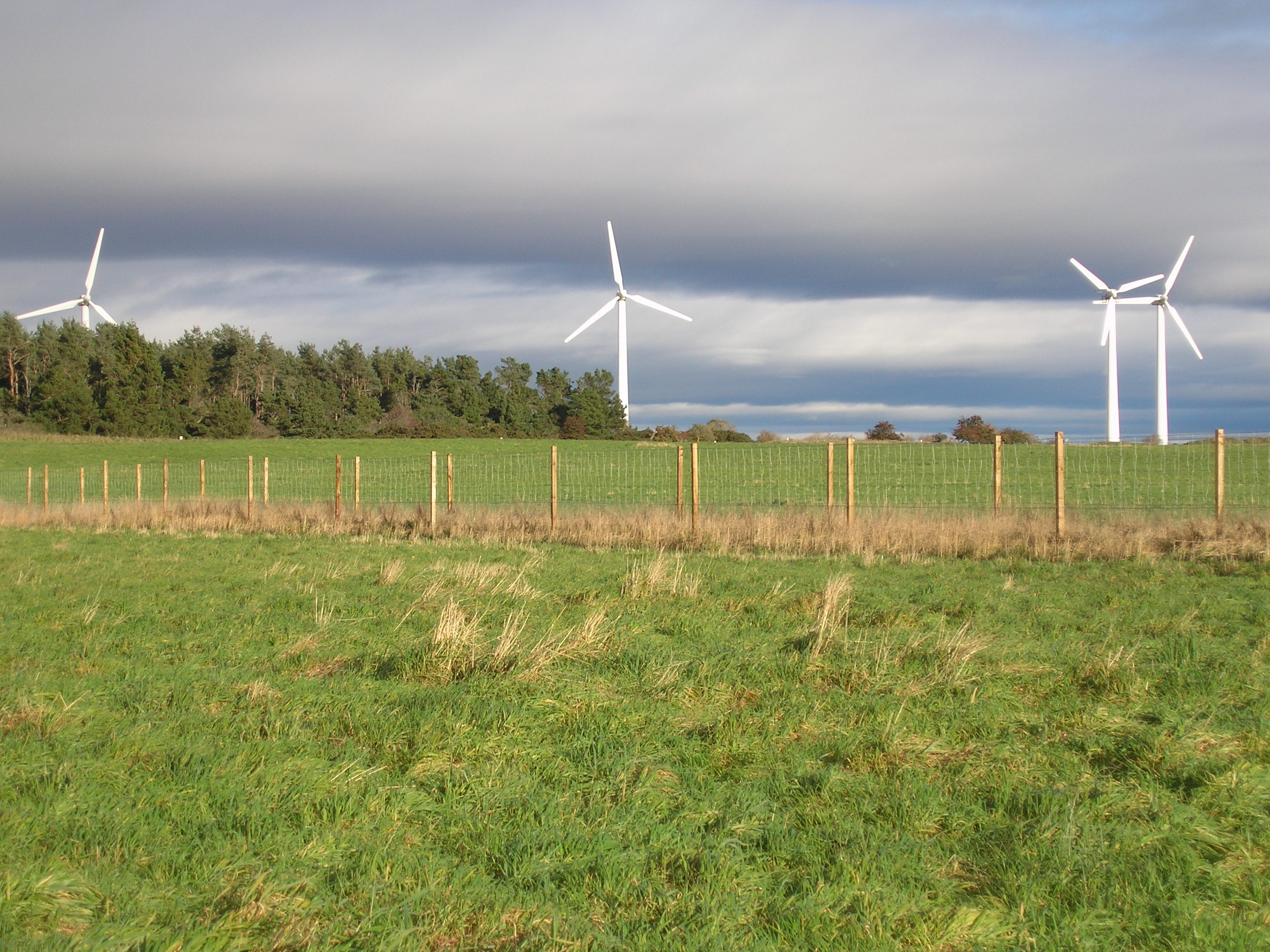
Turbiny wiatrowe ekowioski Findhorn

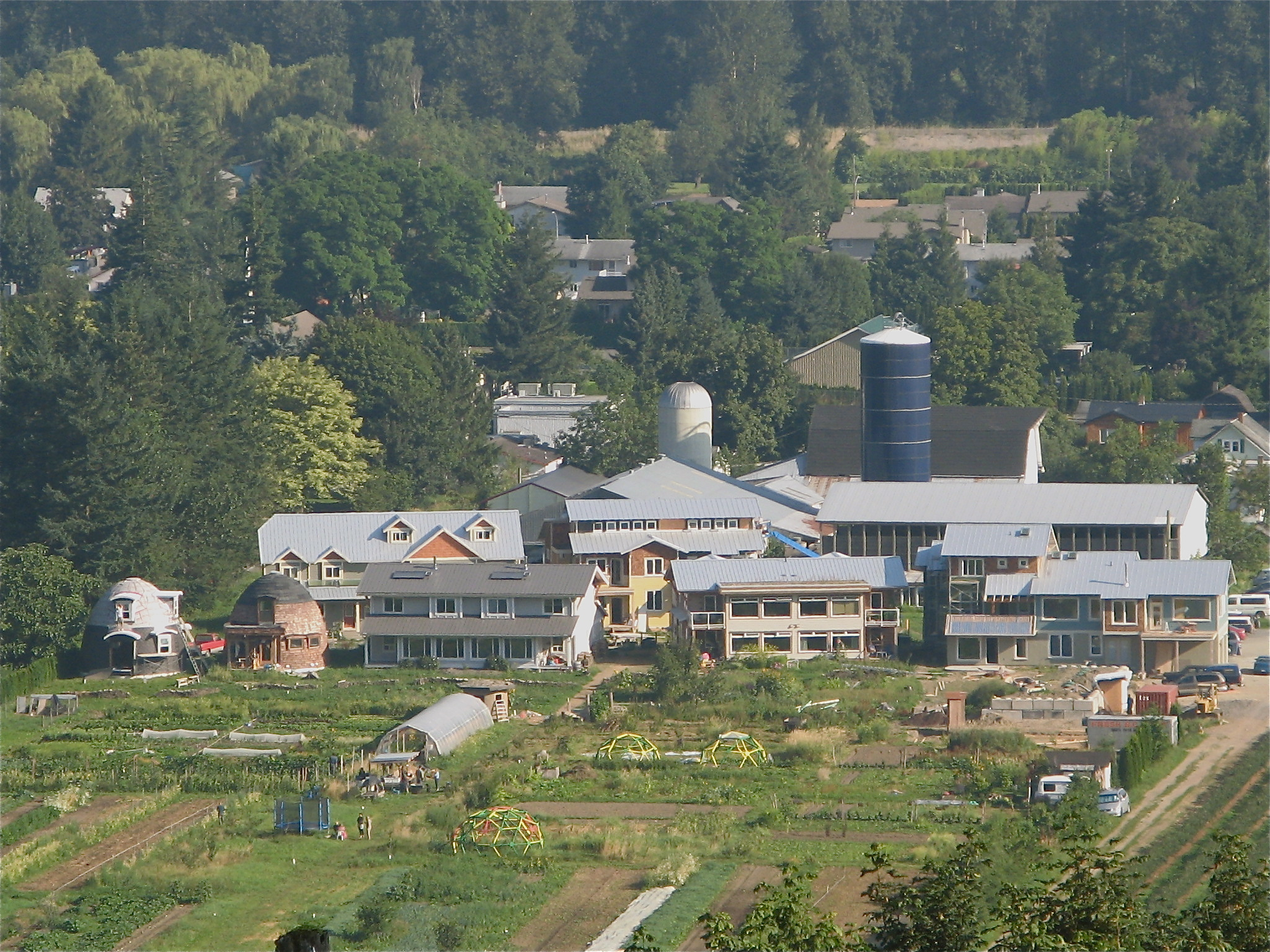
Ekowioska Yarrow w Kanadzie

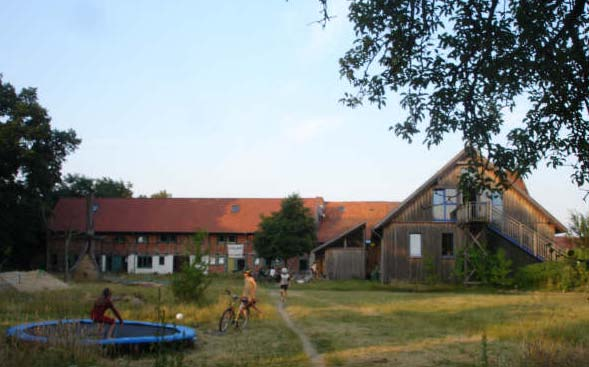
Ekowioska Sieben Linden w Niemczech

Ekowioska – wspólnota intencjonalna dążąca w kierunku zrównoważonego rozwoju społecznego, ekonomicznego i ekologicznego. Zwykle ich liczebność to 50–150 osób. Większe ekowioski, do 2000 mieszkańców, składają się z sieci mniejszych wspólnot współpracujących ze sobą. Niektóre ekowioski rozrosły się w wyniku dodania sąsiednich wspólnot, niekoniecznie będących jej członkami, które osiedliły się w pobliżu i zaczęły brać udział w życiu ekowioski (np. Findhorn w Szkocji z 500 mieszkańcami i Damanhur we Włoszech z 1200).
Członków ekowioski łączą wspólne wartości ekologiczne, społeczno-ekonomiczne i kulturowo-duchowe. Ekowioskę często tworzą ludzie, którzy wybrali alternatywne metody pozyskiwania wody, energii i gospodarki ściekowej. Wiele osób dostrzega załamanie się dotychczasowych form społecznych, marnotrawstwo konsumpcjonistyczne, niszczenie środowiska naturalnego, eksurbanizację, uprawy w stylu fabrycznym (factory farming) oraz nadmierne bazowanie na paliwach kopalnych, i chce zmienić te trendy, które według nich prowadzą do tragedii ekologicznej. Np. O.U.R. Ecovillage w pobliżu Shawnigan Lake w Kolumbii Brytyjskiej w Kanadzie ma na celu „stworzenie modelowej wspólnoty zrównoważonej społeczności wiejskiej, mającej u podstaw dobrobyt społeczny, ekologiczny i ekonomiczny” („with a vision to create a model demonstration sustainable village community rooted in social, ecological, and economic well being”) na swoich 25 akrach powierzchni. Ekowioski często współpracują ze wspólnotami w innych ekowioskach (np. poprzez Global Ecovillage Network).
Ekowiosek nie należy mylić z micronation (a tych z kolei z mikronacjami, państwami wirtualnymi), które są tworami prawnymi, nie infrastrukturalnymi.

## Definicja
W 1991 Robert Gilman wypracował definicję ekowioski, która przyjęła się jako standard. Jest to:
- dopasowana do ludzkich potrzeb,
- zaspakajająca wszystkie potrzeby osada,
- w której działalność człowieka przebiega w harmonii z naturą,
- w sposób wspierający zdrowy rozwój człowieka i może być z powodzeniem kontynuowana w nieokreślonej przyszłości.

W 1999 Gilman dodał kolejną cechę, jaką było „posiadanie wielu centrów inicjatyw”, tzn. nie jednego zarządu podejmującego wszystkie decyzje – ale zarządu, a także działających obok niego firm i organizacji wewnątrz wioski; podobnie jak w typowej wsi.
W 2012 Kosha Joubert, prezes Global Ecovillage Network, określiła ekowioskę jako intencjonalną lub tradycyjną wspólnotę świadomie zaprojektowaną przez jej mieszkańców, w której ludzie świadomie doceniają posiadane dobra i łączą je z innowacyjnymi technologiami, aby żyć w sposób bardziej zrównoważony, a cały ten proces jest własnością mieszkających w nim ludzi. Celem jest regeneracja środowiska społecznego i naturalnego. Zrównoważony rozwój nie wyczerpuje zagadnienia, co było powodem podkreślenia w definicji wagi regeneracji społecznej i środowiskowej struktury życia. Dotyczy to wszystkich czterech poziomów zrównoważenia: społecznego, środowiskowego, ekonomicznego i kulturowego.

## Historia
Współczesne dążenie do zakładania wspólnot wywodzi się z ruchu komun lat 60. i 70. XX w., który skupiał się zwłaszcza na wspólnym mieszkaniu (cohousing) oraz ruchu ekowiosek z połowy lat 80. W 1991 Robert Gilman i Diane Gilman napisali pierwszy raport Ecovillages and Sustainable Communities dla Gaia Trust. Obecnie ekowioski można znaleźć w ponad 70 krajach na sześciu kontynentach.
Ruch ekowiosek zaczął się scalać w 1995 na dorocznej jesiennej konferencji Ecovillages and Sustainable Communities: Models for 21st Century Living w ekowiosce Findhorn w Szkocji, która przyciągnęła setki uczestników: 400 osób wzięło udział w konferencji, a dalszym 300 organizatorzy musieli odmówić z powodu braku miejsc. Według Rossa Jacksona organizatorzy „najwyraźniej uderzyli jakąś strunę, której brzmienie poruszyło szerokie kręgi ludzi. Słowo ekowioska, które miało wtedy zaledwie 4 lata, stało się częścią słownictwa Kulturowo Kreatywnych” („somehow they had struck a chord that resonated far and wide. The word 'ecovillage', which was barely four years old at the time, thus became part of the language of the "Cultural Creatives”). Po konferencji wiele wspólnot intencjonalnych, łącznie z Findhorn, zaczęło określać się mianem „ekowiosek”, co zapoczątkowało nowy ruch. Organizacja Global Ecovillage Network, utworzona przez grupę 25 osób z różnych krajów, które wzięły udział w konferencji w Findhorn, uświetniła imprezę dzięki połączeniu setek małych projektów z całego świata, mających podobne cele, ale dotąd działających samotnie. Duńska organizacja Gaia Trust zgodziła się finansować pierwszych 5 lat działalności sieci.

## Cechy
Funkcjonowanie ekowioski oparte jest na 4 filarach: społecznym, ekologicznym, duchowo-kulturowym i ekonomicznym:
1. Niezbędne jest budowanie pozytywnej wspólnoty. Ponieważ grupy są przeważnie małe, członkowie muszą mieć poczucie własnej wartości, przynależności do grupy, mieć możliwość wypowiedzi i dzielenia się pomysłami.
2. Zachęca się do praktyk duchowych i kulturalnych, takich jak zrozumienie bycia częścią Ziemi, co zarazem jest związane z ekologicznym aspektem ekowiosek.
3. Członkowie szanują środowisko, które dostarcza im większości dóbr. Wioski uprawiają większość żywności w sposób organiczny, stosują miejscowe materiały budowlane, chronią bioróżnorodność, wodę, glebę i powietrze. Główny nacisk kładzie się na troskę o ziemię (posiadany teren).
4. Ekowioski tworzą unikalne powiązania ekonomiczne, w których pieniądze krążą pomiędzy członkami społeczności. Dochód jest często generowany przez sprzedaż detaliczną produktów z wioski i przeznaczony na poprawę bytu wszystkich członków społeczności[12].

Ekowioski to „miejskie lub wiejskie społeczności... mające na celu łączenie wspierającego środowiska społecznego ze stylem życia mającym znikomy wpływ na środowisko” („urban or rural communities ... who strive to integrate a supportive social environment with a low-impact way of life”). Mimo że nie ma wytycznych do osiągnięcia tego celu, ekowioski mogą łączyć różne aspekty wzornictwa ekologicznego: budownictwo ekologiczne, alternatywna energia, łagodna dla środowiska produkcja lub manufaktura, permakultura (architektura krajobrazu naśladująca naturę i dostarczająca pożywienia, drewna i opału) oraz wspólne budowanie. Ograniczenia dla rozwoju zrównoważonego budownictwa i infrastruktury miejskiej często wynikają ze stref zabudowy lub prawa budowlanego. Uważa się, że ruch ekowiosek stanowi jeden z najbardziej znaczących źródeł wiedzy, jeśli chodzi o przekształcenia w kierunku zrównoważonej przyszłości.
Zasady, na których opierają się ekowioski, mogą być zastosowane zarówno wobec miast jak i wsi, tak w krajach rozwijających się, jak i rozwiniętych. Ich zwolennicy postulują prowadzenie zrównoważonego stylu życia (np. dobrowolna prostota) mieszkańców z handlem tylko nieznacznie wykraczającym poza dany ekoregion. Wielu opowiada się także za niezależnością od istniejącej infrastruktury, chociaż inni, szczególnie w miastach, są za większą z nią integracją. Wiejskie ekowioski zwykle stosują rolnictwo ekologiczne, zasady permakultury i inne systemy wspierające funkcje ekosystemu i jego bioróżnorodność. Ekowioski, zarówno miejskie jak i wiejskie, starają się połączyć wartości ekologiczne i społeczne z  systemowym podejściem do zrównoważonego rozwoju, takim jak projektowanie permakulturowe.
Jonathan Dawson, były prezes Global Ecovillage Network, w swojej książce z 2006 pt. Ecovillages: New Frontiers for Sustainability wyróżnia 5 cech ekowiosek:
1. Są oddolnymi inicjatywami, nie sponsorowanymi przez rząd.
2. Ich mieszkańcy cenią i praktykują życie we wspólnocie.
3. Ich mieszkańcy nie są zbytnio uzależnieni od rządu, korporacji lub innych scentralizowanych źródeł wody, pożywienia, mieszkania, energii i innych podstawowych potrzeb. Starają się raczej sami zapewnić sobie te zasoby.
4. Ich mieszkańcy mają silne poczucie wspólnych wartości, często zabarwionych duchowością.
5. Często są terenami pokazowymi i badawczymi, służącymi jako doświadczenia edukacyjne dla innych[9].

Celem większości ekowiosek jest stanie się zrównoważonym habitatem zaspokajającym większość potrzeb na miejscu. Jednakże zupełna samowystarczalność nie zawsze jest pożądana, ponieważ kłóci się z byciem wzorem do naśladowania dla kultury i infrastruktury o szerszym zasięgu; nie jest też możliwa do uzyskania.